# Conus daphne
Conus daphne é uma espécie de gastrópode do gênero Conus, pertencente à família Conidae.